# Duke Erikson
Douglas Elwin Erikson, alias "GJS", nacido en Nebraska, Estados Unidos, el 15 de enero de 1951, es un guitarrista de la banda Garbage.
A los 16 años formó su primera banda, The British. Erikson estudió historia de arte, pagó sus estudios haciendo numerosos trabajos, como carpintero o chofer de camiones.
En 1979, la banda de Erikson, Spooner, en la cual era el cantante principal y compositor, editó un disco de cuatro canciones que los convirtió en la banda más popular de la región. Dos álbumes siguieron a ese LP, Every Corner Dance y Wildest Dreams, distribuido por todo el país. En 1987, Duke y Butch Vig, con Phil Davis como cantante, crearon la banda Firetown. Con este nuevo grupo publicó dos álbumes y seis sencillos en un corto período de tiempo, aparte del video para el sencillo Carry The Torch, pero se separaron en 1989.
En ese momento, el sencillo de Spooner, Mean Old World, llegó al número uno en Madison, de donde provenía, la cual ayudó a que la banda se uniera otra vez. Un nuevo trabajo Fugitive Dance, apareció seguido de una gira, antes que el grupo se separa en 1993. En ese tiempo Butch Vig dejó su marca como productor musical.
En 1994, Duke Erikson formó Garbage junto con Shirley Manson, Butch Vig y Steve Marker.

## Discografía

### Álbumes de estudio
Spooner
- Every Corner Dance (1982)
- Wildest Dreams (1985)
- The Fugitive Dance (1990)

Fire Town
- In the Heart of the Heart Country (1987)
- The Good Life (1989)

Garbage
- Garbage (1995)
- Version 2.0 (1998)
- Beautiful Garbage (2001)
- Bleed Like Me (2005)
- Special Collection (2002)
- Absolute Garbage (2007)
- Not Your Kind of People (2012)
- Strange Little Birds (2016)
- No Gods No Masters (2021)

### Compilaciones y EP
Spooner
- Cruel School E.P. (1979)